# إبراهام جونز
إبراهام جونز (بالإنجليزية: Abraham Jones)‏ هو سياسي أمريكي، (و. 1725 – 1792 م). انتخب عضو جمعية ولاية نيويورك.